# Новопетрово (село, Аромашевський район)
Новопетро́во (рос. Новопетрово) — село у складі Аромашевського району Тюменської області, Росія.
Населення — 245 осіб (2010, 263 у 2002).
Національний склад станом на 2002 рік:
- росіяни — 78 %